# قالب پرونده اجراپذیر انتقال‌پذیر

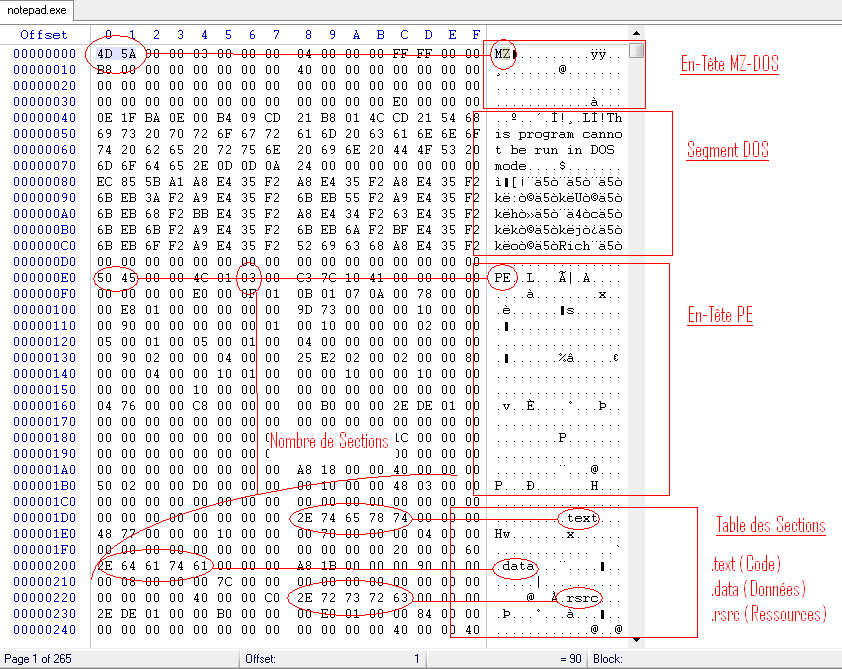
نمونه از یک قالب پرونده اجراپذیر انتقال‌پذیر

پی‌ئی یا اجرایی انتقال‌پذیر (به انگلیسی: Portable Executable) بیانگر نوعی ساختار از پرونده‌های اجرایی، آبجکت‌فایل‌ها یا دی‌ال‌الها در سیستم‌عامل ۳۲ یا ۶۴بیتی ویندوز است. عبارت «انتقال‌پذیر» به  انطباق‌پذیری آن با محیط‌های بی‌شمار و معماری‌های گوناگون نرم‌افزارهای سیستم اشاره دارد.